# Lise Bech
Lise Bech (nascida em 16 de setembro de 1961, em Esbjerg) é uma política dinamarquesa, membro do Folketing pelo Partido Popular Dinamarquês. Ela foi eleita para o Folketing nas eleições legislativas dinamarquesas de 2015.

## Carreira política
Bech concorreu pela primeira vez ao Folketing na eleição de 2015, tendo sido eleita após receber 4.181 votos. Ela foi reeleita na eleição de 2019 com 2.306 votos, embora desta vez a sua cadeira fosse nivelada.